# Liberalna demokracija Slovenije
Liberalna demokracija Slovenije (kratica LDS) je slovenska politična stranka, ki se pozicionira v sredinski spekter slovenskega političnega prostora.

## Pred ustanovitvijo stranke
Korenine Liberalne demokracije Slovenije segajo v čas pred spremembo režima v Sloveniji. Prva predhodnica današnje LDS je bila Zveza komunistične mladine Slovenije, od leta 1945 del SKOJ. Leta 1974 so organizacijo preimenovali v Zvezo socialistične mladine Slovenije (ZSMS). Člani, z izjemo funkcionarjev organizacije, so bili lahko stari največ 28 let. Voditelji organizacije so morali biti tudi člani Zveze komunistov Jugoslavije.
Zveza je bila med prvimi znanilci političnih sprememb v Sloveniji in Jugoslaviji, ko je v Krškem leta 1986 pripravila kongres, ki je v tistem času krepko razburkal politično sceno takratne Jugoslavije. Organizacija je zapisala vrsto stališč, ki so pomenila pomembno odstopanje od uradne ideologije: zavzemanje za legalizacijo civilno-družbenih gibanj (mirovniki, ekologi, homoseksualci in drugi), odpravo verbalnega delikta, pravico do stavke, civilno služenje vojaškega roka, sprostitev podjetniške iniciative ... ZSMS je v nasprotju z drugimi družbenopolitičnimi organizacijami podpirala delovanje Odbora za varstvo človekovih pravic. Njegove zahteve je prenašala v skupščino. Ker so oblasti prepovedale zborovanje 8. maja 1989 je ZSMS sklicala javno sejo predsedstva republiške konference ZSMS.

## Parlamentarna in vladna stranka
Zadnji predsednik (pravzaprav predsednik republiške konference) ZSMS leta 1989 pred preoblikovanjem v politično stranko je bil Jožef Školč. Organizacija se je preimenovala v ZSMS-Liberalna stranka in na 14. kongresu stranke, 10. novembra 1990, v LDS (Liberalno demokratsko stranko).
Današnja Liberalna demokracija Slovenije je bila ustanovljena 12. marca 1994 z združitvijo Liberalne demokratske stranke (LDS), Demokratske stranke Slovenije (DSS), Socialistične stranke Slovenije (SSS) in Zelenih - Ekološko socialne stranke (ZESS). 
Na državnozborskih volitvah leta 1992 je stranka prejela 35 % glasov, na državnozborskih volitvah leta 1996 27 %, na državnozborskih volitvah leta 2000 36 % in na državnozborskih volitvah leta 2004 22,3 %. Stranka je leta 2004 pod vodstvom Antona Ropa izgubila volitve, zato ga je 15. oktobra 2005 na položaju zamenjal Jelko Kacin. Pod vodstvom Kacina je stranka doživela novo krizo, saj jo zapustilo veliko število pomembnejših članov, prav tako pa je po javnomnenjskih anketah nazadovala na tretje mesto po podpori strankam. Zaradi tega je moral odstopiti tudi Jelko Kacin, 30. junija 2007 ga je nadomestila politično neznana pravnica Katarina Kresal. Na parlamentarnih volitvah leta 2008 je stranka dosegla 5 % podporo in je bila najmanjša izmed parlamentarnih strank.

## Po izpadu iz parlamenta
Na predčasnih volitvah v državni zbor 4. decembra 2011 stranka prvič v zgodovini ni prestopila parlamentarnega praga. Katarina Kresal je odstopila, marca 2012 jo je nadomestil Iztok Podbregar, ki pa je že po treh mesecih odstopil iz osebnih razlogov. 16. maja 2013 je bil na kongresu v Ljubljani za predsednika izvoljen nekdanji poslanec Anton Anderlič.
Po izpadu iz Državnega zbora je stranka pristala na politični margini, znašla pa se je tudi v finančnih težavah saj z močno zmanjšanim proračunskim financiranjem ni uspela pokrivati vseh obveznosti, tako da so upniki celo začeli rubiti premoženje. Na volitvah v Evropski parlament leta 2014 stranka sploh ni sestavila liste, njen dotedanji evropski poslanec Jelko Kacin pa je kandidiral s samostojno listo.
Na predsedniških volitvah 2022 je stranka podprla Iva Vajgla.
Na lokalnih volitvah 2022 je stranka predlagala 2 kandidata za župana, v občini Markovci je Milan Gabrovec premagal protikandidata in s tem osvojil županski mandat. Stranka je v isti občini dobila tudi 4 mandate v občinski svet.

## Organizacija
- Predsednik stranke: Anton Anderlič[11]
- Podpredsednika stranke: mag. Marjan Šetinc in Jadranka Vouk-Železnik
- Predsednik sveta: Zlatko Mir
- Generalni sekretar:

### Seznam predsednikov
- Janez Drnovšek (12. marec 1994 - 19. december 2002)
- Anton Rop (19. december 2002 - 15. oktober 2005)
- Jelko Kacin (15. oktober 2005 - 30. junij 2007)
- Katarina Kresal (30. junij 2007 - 15. december 2011)
- Iztok Podbregar (3. marec 2012 - junij 2012)
- Anton Anderlič (16. maj 2013 -  2017)
- Anja Fabiani (23. april 2017 - 6. junij 2017[12])
- Luj Šprohar (26. junij 2017 - 12. november 2018)
- Anton Anderlič (12. november 2018[11] - danes)

### Poslanska skupina

#### 2008 - 2011
- Borut Sajovic
- Milan Gumzar
- Anton Anderlič
- Ljubo Germič
- Miran Jerič

#### 2004 - 2008
- Anton Anderlič
- Geza Džuban
- Ljubo Germič
- Aleš Gulič
- Miran Jerič
- Rudolf Moge
- Milan Petek
- Borut Sajovic
- Mitja Slavinec
- Jožef Školč
- Matjaž Švagan

#### Bivši vidnejši poslanci
- Anton Anderlič
- Igor Bavčar
- Ljerka Bizilj
- Milan M. Cvikl (prestopil 20. 3. 2007 v SD)
- Metod Dragonja
- Janez Drnovšek
- Slavko Gaber (izstopil 2007)
- Pavel Gantar (izstopil 2. 2007, zdaj  Zares)
- Ljubo Germič
- Roman Jakič (2007-Zares, 2011-Pozitivna Slovenija ter 2014-Zavezništvo Alenke Bratušek)
- Jelko Kacin
- Katarina Kresal
- Matej Lahovnik (izstopil 1. 2007, postal član Zares, trenutno pa ni član nobene stranke)
- Darja Lavtižar Bebler (prestopila 20. 3. 2007 v SD)
- Marko Pavliha (prestopil 20. 3. 2007 v SD)
- Tone Partljič
- Alojz Posedel (izstopil 2007, zdaj  Zares)
- Vika Potočnik
- Herman Rigelnik
- Anton Rop (bivši vodja) (prestopil 20. 3. 2007 v SD)
- Dimitrij Rupel
- Borut Sajovic
- Majda Širca (izstopila 2. 2007, zdaj  Zares)
- Jožef Školč
- Davorin Terčon (izstopil 2. 2007, zdaj  Zares)
- Zoran Thaler
- Vili Trofenik (izstopil 2007, zdaj  Zares)
- Cvetka Zalokar Oražem (izstopila 2. 2007, zdaj  Zares)
- Jaša Zlobec